# Seni (Bürgermeister)
Seni war ein hoher altägyptischer Beamter der frühen 18. Dynastie.
Seni war auf der einen Seite Bürgermeister von Theben und wurde auf der anderen Seite im Laufe seiner Karriere auch zum Vizekönig von Kusch ernannt. Er hatte damit zwei ausgesprochen wichtige Ämter inne. Seni ist vor allem von der Inschrift auf zwei Türpfosten aus der nubischen Festung Kumma bekannt. Dort ist er Bürgermeister von Theben, aber auch Scheunenvorsteher des Amun, ein Titel den viele Bürgermeister von Theben trugen. Dort wird er auch als Königssohn und Vorsteher der südlichen Fremdländer bezeichnet. Zwei Titel, die typisch für den Vizekönig von Kusch sind. Eine biographische Inschrift aus dem nubischen Fort Semna kann auch ihm zugeordnet werden, auch wenn dort sein Name nicht erhalten ist. Demnach wurde er unter König Ahmose I. in ein Amt (vom Amtstitel ist nur Vorsteher erhalten) befördert und wurde später unter Amenophis I. Scheunenvorsteher des Amun und gleichzeitig Leiter der Bauarbeiten in Karnak. Unter Thutmosis I. wurde er nach dieser Inschrift, Vizekönig von Kusch. Er scheint noch in den ersten Regierungsjahren von Hatschepsut im Amt gewesen zu sein. Eine Inschrift aus Semna scheint ihn noch im zweiten Regierungsjahr von Hatschepsut zu belegen.
Im thebanischen Grab TT317 des Djehutynefer wird als Vater des Grabinhabers ein Bürgermeister von Theben namens Senires erwähnt. Es ist möglich, dass es sich hier um dieselbe Person wie Seni handelt. Sein Amtsnachfolger war Penre.